# O Bobo
O Bobo is een Portugese dramafilm uit 1987 onder regie van José Álvaro Morais. Hij won met deze film de Gouden Luipaard op het filmfestival van Locarno.

## Verhaal
Vier jaar na de Anjerrevolutie ziet een Portugese toneelregisseur zich genoodzaakt om wapens te verhandelen. Met het geld dat hij op die manier verdient, kan hij zijn theaterstuk financieren.

## Rolverdeling
| Acteur              | Personage           |
| ------------------- | ------------------- |
| Fernando Heitor     | Francisco Bernardes |
| Paula Guedes        | Rita Portugal       |
| Luís Lucas          | João                |
| Carlos Farinha      | João (10 jaar)      |
| Jasmim de Matos     | Jasmim              |
| Bibi Perestrelo     | Nicht               |
| Isabel Feijó        | Nicht               |
| Raul Solnado        | Inspecteur Aranha   |
| Fernando Marchão    | Geheim agent        |
| Rui Lopes           | Geheim agent        |
| Bernardo Figueiredo | Matroos             |
| José Carlos Pratas  | Matroos             |
| José Luís Lameira   | Matroos             |
| José Manuel Neto    | Matroos             |
| Pedro Martins       | Matroos             |